# Équipe de Hongrie de football à la Coupe du monde 1982
L'équipe de Hongrie de football participe à sa huitième Coupe du monde lors de l'édition 1982 qui se tient en Espagne du 13 juin au 11 juillet 1982.
La sélection hongroise ne parvient pas à franchir le premier tour où elle joue dans le groupe du tenant du titre, l'Argentine, de la Belgique et du Salvador. Malgré un succès historique 10-1 face aux Salvadoriens, la Hongrie se classe troisième, après une défaite contre l’Argentine et un nul face aux Diables Rouges.
Grâce à un triplé inscrit lors de la large victoire face au Salvador, László Kiss termine meilleur buteur de l’équipe. Inscrit en seulement sept minutes, ce coup du chapeau reste le plus rapide de l'histoire de la Coupe du monde.

## Phase qualificative
| Rang | Équipe     | Pts | J | G | N | P | Bp | Bc | Diff |  | Résultats (▼ dom., ► ext.) |     |     |     |     |     |
| ---- | ---------- | --- | - | - | - | - | -- | -- | ---- |  | -------------------------- | --- | --- | --- | --- | --- |
| 1    | Hongrie    | 10  | 8 | 4 | 2 | 2 | 13 | 8  | +5   |  | Hongrie                    |     | 1-3 | 1-0 | 3-0 | 4-1 |
| 2    | Angleterre | 9   | 8 | 4 | 1 | 3 | 13 | 8  | +5   |  | Angleterre                 | 1-0 |     | 0-0 | 2-1 | 4-0 |
| 3    | Roumanie   | 8   | 8 | 2 | 4 | 2 | 5  | 5  | 0    |  | Roumanie                   | 0-0 | 2-1 |     | 1-2 | 1-0 |
| 4    | Suisse     | 7   | 8 | 2 | 3 | 3 | 9  | 12 | -3   |  | Suisse                     | 2-2 | 2-1 | 0-0 |     | 1-2 |
| 5    | Norvège    | 6   | 8 | 2 | 2 | 4 | 8  | 15 | -7   |  | Norvège                    | 1-2 | 2-1 | 1-1 | 1-1 |     |

## Phase finale

### Premier tour

#### Groupe 3
| Classement final |           |     |   |   |   |   |    |    |      |
|                  | Équipe    | Pts | J | G | N | P | BP | BC | Diff |
| 1                | Belgique  | 5   | 3 | 2 | 1 | 0 | 3  | 1  | +2   |
| 2                | Argentine | 4   | 3 | 2 | 0 | 1 | 6  | 2  | +4   |
| 3                | Hongrie   | 3   | 3 | 1 | 1 | 1 | 12 | 6  | +6   |
| 4                | Salvador  | 0   | 3 | 0 | 0 | 3 | 1  | 13 | -12  |

| 13 juin | Belgique  | 1  | 0 | Argentine |
| 15 juin | Hongrie   | 10 | 1 | Salvador  |
| 18 juin | Argentine | 4  | 1 | Hongrie   |
| 19 juin | Belgique  | 1  | 0 | Salvador  |
| 22 juin | Belgique  | 1  | 1 | Hongrie   |
| 23 juin | Argentine | 2  | 0 | Salvador  |

| 15 juin 1982                      | Hongrie                                                                                     | 10 – 1 | Salvador    | Stade Martínez-Valero, Elche                            |                                                         |
| 21:15 · Historique des rencontres | Nyilasi 4e 83e · Pölöskei 11e · Fazekas 23e 54e · Tóth 50e · Kiss 69e 72e 76e · Szentes 72e |        | Ramírez 64e | Spectateurs : 23 000 Arbitrage : Ibrahim Youssef Al-Doy | Spectateurs : 23 000 Arbitrage : Ibrahim Youssef Al-Doy |
| 21:15 · Historique des rencontres | Rapport                                                                                     |        |             | Spectateurs : 23 000 Arbitrage : Ibrahim Youssef Al-Doy | Spectateurs : 23 000 Arbitrage : Ibrahim Youssef Al-Doy |

| 18 juin 1982                      | Argentine                                    | 4 – 1 | Hongrie      | Stade-José Rico-Perez, Alicante                 |                                                 |
| 21:15 · Historique des rencontres | Bertoni 26e · Maradona 28e 57e · Ardiles 60e |       | Pölöskei 76e | Spectateurs : 32 093 Arbitrage : Belaïd Lacarne | Spectateurs : 32 093 Arbitrage : Belaïd Lacarne |
| 21:15 · Historique des rencontres | Rapport                                      |       |              | Spectateurs : 32 093 Arbitrage : Belaïd Lacarne | Spectateurs : 32 093 Arbitrage : Belaïd Lacarne |

| 22 juin 1982                      | Belgique          | 1 – 1 | Hongrie   | Stade Martínez-Valero, Elche                 |                                              |
| 21:15 · Historique des rencontres | Czerniatynski 76e |       | Varga 27e | Spectateurs : 37 000 Arbitrage : Clive White | Spectateurs : 37 000 Arbitrage : Clive White |
| 21:15 · Historique des rencontres | Rapport           |       |           | Spectateurs : 37 000 Arbitrage : Clive White | Spectateurs : 37 000 Arbitrage : Clive White |

## Effectif
Kálmán Mészöly est le sélectionneur de la Hongrie durant la Coupe du monde.
| No. | Pos.      | Joueur           | Date de naissance et âge | Sélec. | Club                       |
| --- | --------- | ---------------- | ------------------------ | ------ | -------------------------- |
| 1   | Gardien   | Ferenc Mészáros  | 11 avril 1950            | 25     | Sporting Clube de Portugal |
| 2   | Défenseur | Győző Martos     | 15 décembre 1949         | 27     | Waterschei SV Thor         |
| 3   | Défenseur | László Bálint    | 1er février 1948         | 74     | Toulouse FC                |
| 4   | Milieu    | József Tóth      | 2 décembre 1951          | 47     | Újpesti Dózsa              |
| 5   | Milieu    | Sándor Müller    | 21 septembre 1948        | 15     | Hércules Alicante          |
| 6   | Défenseur | Imre Garaba      | 29 juillet 1958          | 17     | Budapest Honvéd            |
| 7   | Attaquant | László Fazekas   | 15 octobre 1947          | 87     | Royal Antwerp FC           |
| 8   | Attaquant | Tibor Nyilasi    | 18 janvier 1955          | 49     | Ferencváros TC             |
| 9   | Attaquant | András Törőcsik  | 1er mai 1955             | 33     | Újpesti Dózsa              |
| 10  | Attaquant | László Kiss      | 12 mars 1956             | 24     | Vasas SC                   |
| 11  | Attaquant | Gábor Pölöskei   | 11 octobre 1961          | 6      | Ferencváros TC             |
| 12  | Milieu    | Lázár Szentes    | 12 décembre 1955         | 1      | Rába ETO Győr              |
| 13  | Défenseur | Tibor Rab        | 2 octobre 1955           | 19     | Ferencváros TC             |
| 14  | Défenseur | Sándor Sallai    | 26 mars 1960             | 8      | Debreceni VSC              |
| 15  | Attaquant | Béla Bodonyi     | 14 septembre 1956        | 13     | Budapest Honvéd            |
| 16  | Milieu    | Ferenc Csongrádi | 29 mars 1956             | 13     | Videoton FC Fehérvár       |
| 17  | Milieu    | Károly Csapó     | 23 février 1952          | 17     | Tatabányai Bányász         |
| 18  | Défenseur | Attila Kerekes   | 4 avril 1954             | 10     | Békéscsabai Előre FC       |
| 19  | Défenseur | József Varga     | 9 octobre 1954           | 9      | Budapest Honvéd            |
| 20  | Défenseur | József Csuhay    | 12 juillet 1957          | 0      | Videoton FC Fehérvár       |
| 21  | Gardien   | Béla Katzirz     | 27 juillet 1953          | 15     | Pécsi Mecsek FC            |
| 22  | Gardien   | Imre Kiss        | 10 août 1957             | 0      | Tatabányai Bányász         |